# Artemisz (keresztnév)
Az Artemisz női név görög eredetű, Artemisz istennő nevéből ered, aki a vadászat, a vadállatok, a termékenység és a Hold istennője, jelentése: friss, egészséges.

## Képzett nevek
- Artemízia (Artemisia)

## Gyakorisága
Az újszülötteknek adott nevek körében az 1990-es években igen ritkán fordult elő. A 2000-es és a 2010-es években sem szerepelt a 100 leggyakrabban adott női név között.
A teljes népességre vonatkozóan az Artemisz sem a 2000-es, sem a 2010-es években nem szerepelt a 100 leggyakrabban viselt női név között.

## Névnapok
- január 22.,[2] június 6.[2]

## Híres Artemiszek

### Egyéb Artemiszek
- Artemisia Gentileschi (1593–1654), itáliai barokk festőművésznő
- Artemis Fowl, Eoin Colfer regényalakja